# Spec Sharp
Spec#とは、C#にEiffel風の仕様記述言語的要素を追加したプログラミング言語である。Spec#ではオブジェクト不変条件・事前条件・事後条件などの契約を記述するための構文を持つ。ESC/Javaのように、定理証明機を用いた静的検証ツールを持っており、不変条件の多くを静的に検証できる。
.NET Framework 4.0におけるコードコントラクトAPIはSpec#とともに発展してきた。
Spec#はSing#の基礎にもなっている。

## 特徴
C#と比べ、Spec#には以下の要素を持つ。
- null非許容参照型
- 事前条件・事後条件を書くための構文
- Java風の検査例外
- 簡易構文

## 例
事前条件・事後条件・null非許容参照型を用いた例を以下に示す。(ブラウザ上でSpec#を試す)
```
static
 
int
 
Main
(
string
!
[]
 
args
)

    
requires
 
args
.
Length
 
>
 
0
;

    
ensures
 
return
 
==
 
0
;

{

    
foreach
(
string
 
arg
 
in
 
args
)

    
{

        
Console
.
WriteLine
(
arg
);

    
}

    
return
 
0
;

}

```

- ! はnull非許容参照型である。argsはnullであってはいけない。
- requires は事前条件である。この例ではargsの数が0以下であることは許されない。
- ensures 事後条件である。Main関数は0を返さなければならない。

## Sing#
Sing#はMicrosoft ResearchがSingularity(OS)を開発するためにSpec#を拡張した言語である。Sing#では低水準プログラミング言語におけるチャネルと契約を扱える。